# سیره و قیام زید بن علی
سیره و قیام زید بن علی کتابی از حسین کریمان است که در سال ۱۳۶۴ منتشر و در مراسم کتاب سال جمهوری اسلامی ایران به‌عنوان کتاب برگزیده معرفی شد.